# Волгоградский завод нефтяного машиностроения имени Петрова
Волгоградский завод нефтяного машиностроения им. Петрова — один из крупнейших машиностроительных заводов Волгоградской области, выпускающих продукцию для нефтепромышленной отрасли. Принадлежит ОАО «Волгограднефтемаш».

## История завода

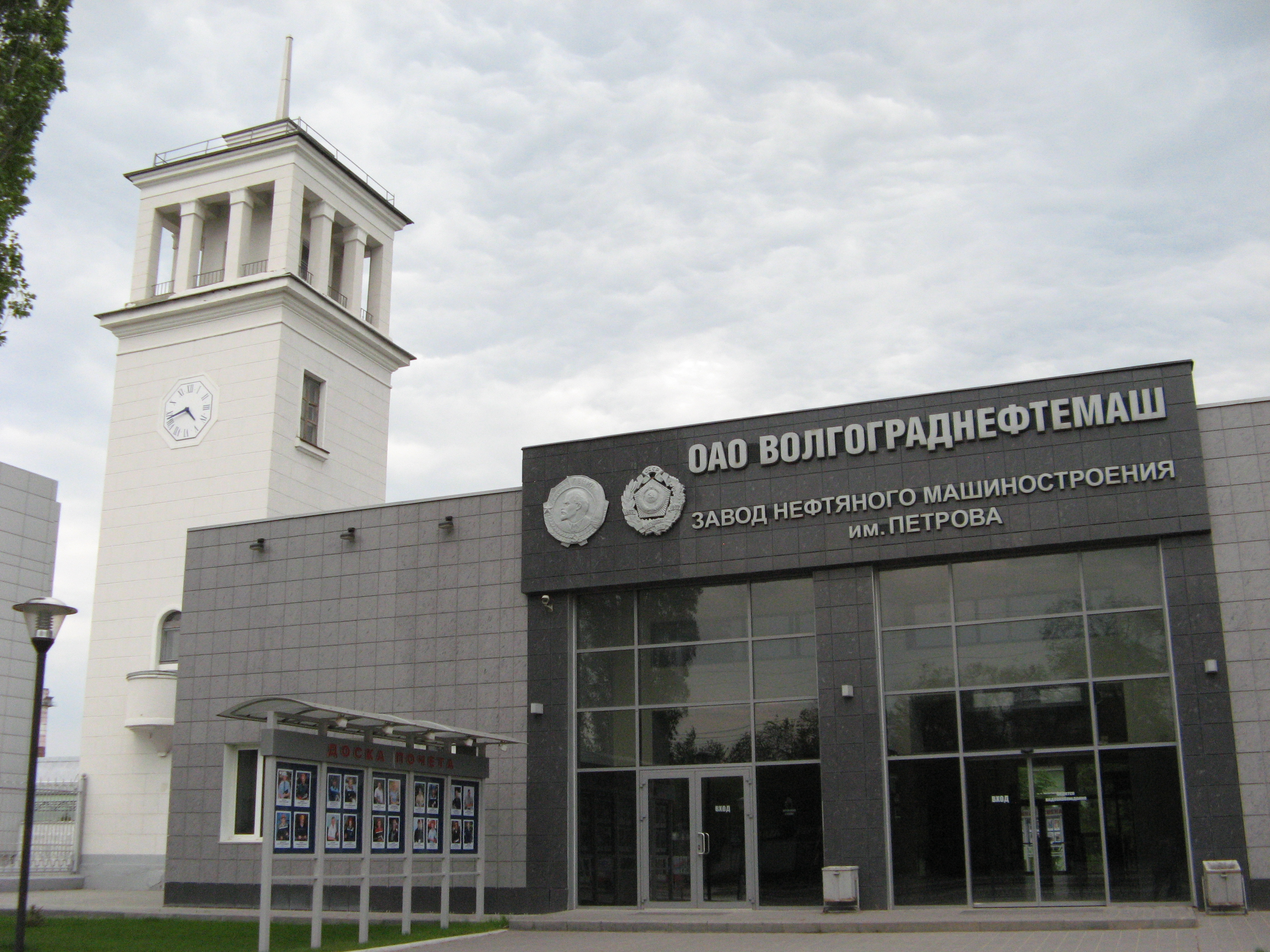
Проходные завода

### В СССР
В 1939 году в Сталинград был переведен из Баку небольшой завод металлоконструкций и нефтеаппаратуры, носящий имя комиссара Петрова, когда согласно постановлению «о развитии новых нефтяных районов между Волгой и Уралом» совета народных комиссаров было принято решение о строительстве ряда нефтеперерабатывающих заводов на территории СССР. В 1943 году началось освоение территории для строительства завода, а также рабочего посёлка — полного комплекса жилого фонда и социально-культурных зданий. Впоследствии этот проект назовут образцово-показательным и единственным в СССР.
Во время Великой Отечественной войны под открытым небом, в ещё не отстроенных цехах, завод выпускал бронеколпаки для оборонительных рубежей Сталинграда. А в 1944 году здесь изготовляли уже первые буровые вышки.
С конца 40-х годов завод приступил к выпуску реакторных труб для предприятий нефтеперерабатывающей отрасли (Орский и Гурьевский нефтезаводы).
Приказом Министра нефтяной промышленности СССР от 9 мая 1957 года было решено переименовать предприятие в Государственный Союзный завод
нефтяного машиностроения имени Петрова.
В марте 1975 года решением Минхимнефтемаша СССР завод им. Петрова был объединён с Котельниковским арматурным заводом (Волгоградская область) в Производственное объединение «Волгограднефтемаш»
В 70-е годы ускоренное развитие и освоение нефтяных и газовых месторождений привело к повышению спроса на оборудование для 11 нефтеперерабатывающих заводов (среди которых были Салаватский, Чимкентский, Ярославский, Ачинский и др.). Волгограднефтемашем было поставлено 37 реакторов риформинга общим весом 2,8 тыс. тонн. Параллельно этому завод оснащал технологическим оборудованием стройки газопроводов Надым-Центр, Уренгой-Челябинск-Петровск, газоконденсатных и нефтегазовых месторождений.
Завод претерпел несколько реконструкций, первую в период 1952—1960 годов. В это время площадь завода была увеличена на 10,3 тыс. м² из-за повышающегося спроса на выпускаемое оборудование, вследствие чего выпуск продукции возрос в 3,8 раза. В 1960—1964 годы была успешно осуществлена вторая реконструкция завода. В начале шестидесятых годов завод работал над изготовлением крупногабаритных ректификационных колонн диаметром от трёх с половиной до семи метров, общий вес каждой из которых достигал двухсот тонн, что и способствовало увеличению площади рабочих цехов.

### 90-е годы
1 января 1991 года Волгограднефтемаш стал структурным подразделением Государственного газового концерна «Газпром». В это время интенсивно комплектовались Советобадское, Карачаганакское и Ямбургское газовые месторождения, Ноябрьский газоперерабатывающий завод, но уже в августе 1993 предприятие было вновь преобразовано в ОАО «Волгограднефтемаш», включающее в себя головной завод имени Петрова и филиал — Котельниковский арматурный завод.

## Настоящее время
В настоящее время завод является одним из лучших производителей реакторов в России. По итогам ежегодного конкурса Минэкономразвития РФ в 2007 году предприятие было признано одним из лучших российских экспортёров в страны СНГ. В составе ОАО «Волгограднефтемаш» с 2008 г. входит в состав Группы компаний «СГМ».
Помимо этого у завода исторически сложились крепкие отношения с ПТУ № 7 г. Волгограда. Отдел рационализации и изобретательства предприятия постоянно проводит встречи с ветеранами труда, заслуженными работниками и учащимися. Лучшие учащиеся ПТУ проходят практику на местах и имеют возможность трудоустройства.5

## Продукция завода
Основные виды выпускаемой продукции — реакторы, колонны, сепараторы, ёмкости, кожухотрубчатые теплообменники, нефтяные насосы, трубопроводная арматура, камеры запуска и приёма, шаровые краны, затворы обратные, регулирующие устройства, трубопроводная арматура, контейнер-цистерна КЦГ-25.